# Исламски ослободилачки фронт Моро
Исламски ослободилачки фронт Моро (скраћено ИОФМ; тагал. Pangharap na Maka-Islam na Pagpapalaya ng (mga) Muslim; арап. جبهة تحرير مورو الإسلامية) организација је смештена у Минданаоу која се бори за оснивање аутономне области за народ Моро на југу Филипина као и за права истих. Фронт делује у регији Бангсаморо, Палавану, Басилану, на архипелагу Сулу и другим суседним острвима.
Године 1968. уследио је отпор и жеља за самосталношћу муслиманског филипинског становништва (познатим под називом Моро) као одговор на туртуру и политику филипинске власти и војске на исте. У отпор су се окључиле како националне тако и верске структуре основавши заједничи покрет Национални ослободилачки фронт Моро (НОФМ). Међутим, 1981. године дошло је до одвајања националне и исламске струје, те су се конзервативни чланови НОФМ одвојили и основали сопствени покрет, Исламски ослободилачки покрет Моро. Исламски фронт ступио је у оружану борбу против филипинске војске и њихов главни циљ била је потпуна независност од филипинске државе, док је Национални фронт наставио преговоре са владом с циљем постизања договора за одређену самоуправу унутар Филипина.
Марта 2014, филипинска влада и Исламски фронт постигли су мировни споразум према којем ће острво Минданао постати муслиманска аутономна регија у саставу Филипина а да ће милитанти оставити оружје. Међутим, сукоб није прекинут пошто су друге организације и паравојне формације наставиле борбу за независност.
У јулу 2018, филипинска влада је усвојила Органски закон Бангсаморо, дајући већу аутономију муслиманима. Заузврат, MILF је најавио да ће разоружати својих 30.000 бораца.

## Историја
Након масакра у Џабиди 1968. године, Моро национални ослободилачки фронт (MNLF) је тајно основан 1969. од стране мороских студената који су студирали на Универзитету Филипина у Египту и на Блиском истоку који су настојали да створе независну муслиманску нацију на југу Филипина. MNLF је добио страну подршку од Моамера Гадафија из Либије, који их је снабдевао оружјем и пружао обуку за Моро омладинце. MNLF је учествовао у терористичким нападима и атентатима да би остварио своје циљеве. Влада у Манили послала је трупе на јужне Филипине да контролишу побуну. Године 1976, либијски лидер Моамер Гадафи је посредовао у преговорима између филипинске владе и лидера MNLF Нур Мисуарија који су довели до потписивања MNLF-GRPH Триполиског споразума из 1976. године у којем је MNLF прихватио понуду Филипинске владе о полуаутономији региона.
Потписивање овог споразума довело је до озбиљног раскола у руководству MNLF-а, што је довело до формирања отцепљене групе 1977. од стране Хашима Саламата и 57 официра MNLF-а. Група је у почетку била позната као „Ново вођство”. Мисуари је протерао Саламата у децембру 1977, након чега је Саламат преселио своју нову организацију прво у Каиро, у Египту, а затим 1980. у Лахор, у Пакистану, где се бавила дипломатским активностима. Ова организација је званично основана 1984. године као Моро Исламски ослободилачки фронт (MILF). Муамер Гадафи је постао дугогодишњи присталица MILF-а након његовог појављивања.
Јануара 1987, MNLF је прихватио понуду филипинске владе о полуаутономији региона у спору, што је касније довело до успостављања аутономне регије у муслиманском Минданау 6. новембра 1990. MILF је, међутим, одбио да прихвати ову понуду и наставили своје устаничке операције. Општи прекид непријатељстава између владе у Манили и MILF-а потписан је у јулу 1997. године, али је овај споразум 2000. године укинула филипинска војска под управом председника Џозефа Естраде. Као одговор, MILF је прогласио џихад против владе, њених грађана и присталица. За време председнице Глорије Аројо, влада је склопила споразум о прекиду ватре са MILF-ом и наставила мировне преговоре.
Упркос мировним преговорима и споразуму о прекиду ватре, MILF је напао владине трупе у Магуинданау, што је резултирало са најмање двадесет три смртна случаја у јануару 2005. Комбиноване војске MILF-а и Абу Саијафа биле су укључене у дане борбе. Било је неопходно да владине трупе користе тешку артиљерију да би надвладале побуњеничке снаге.
Инцидент бомбашког напада на аеродрому Давао 2003. године, за који је филипинска влада окривила чланове MILF-а, покренуо је спекулације да би мировни преговори били неефикасни у доношењу мира за Минданао ако MILF није у стању да контролише своје оперативце. MILF је негирао везе са терористичком групом Џемах Исламијах, иако се сматра да им је Џемах Исламијах обезбедио објекте за обуку у областима које контролишу. MILF је такође наставио да негира везе са Ал-Каидом, иако је признао да је послао око 600 добровољаца у кампове за обуку Ал-Каиде у Авганистану и да је Осама Бин Ладен слао новац на Филипине, иако група негира да је директно примила било какву уплату.
Од 28. јуна до 6. јула 2006. пријављен је сукоб између MILF-а и наоружаних цивилних добровољаца под вођством гувернера провинције Магуинданао Андала Ампатуана које је подржавала филипинска војска. Борбе су почеле након што је Ампатуан окривио MILF-у за бомбашки напад на његову моторну колону 23. јуна, у којем је погинуло пет особа у његовој пратњи. MILF је негирао одговорност, али Ампатуан је послао полицију и цивилне добровољце да ухапсе MILF чланове повезане са нападом. Пријављено је да је четири хиљаде породица расељено у борбама које су уследиле, а које су окончане споразумом о прекиду ватре потписаним 10. и 11. јула.